# Hankou Cultural Sports Centre
Hankou Cultural Sports Centre (chiń. 汉口文化体育中心; pinyin Hànkǒu Wénhuà Tǐyùzhōngxīn) – wielofunkcyjny stadion w mieście Wuhan, w Chinach. Obiekt może pomieścić 20 000 widzów. Stadion był jedną z aren piłkarskich Mistrzostw Azji U-19 kobiet w 2009 roku. Rozegrano na nim 14 z 16 spotkań turnieju, w tym wszystkie mecze fazy pucharowej.